# Боверия
Бове́рия (лат. Beauvéria) — род аскомицетовых грибов из семейства Cordycipitaceae. Представители рода космополиты, размножаются только бесполым путём с помощью спор. 7 видов, в основном паразиты насекомых и их личинок. Боверия тонкая (B. tenella) поражает преимущественно жуков (майских, колорадского, картофельную коровку — Epilachna vigintioctomaculata). Боверия бассиана (B. bassiana) поражает на территории бывшего СССР около 60 видов насекомых, в Северной Америке — 175 видов. На её основе создан биопрепарат боверин, эффективное средство для борьбы с вредителями сельскохозяйственных растений.